# Vollerswaal
De Vollerswaal is een straat en stuk van de oude singel in de binnenstad van de Noord-Hollandse plaats Hoorn.

## Geschiedenis
De oude singel, nu deel van de Turfhaven, werd in 1426 aangelegd. In deze singel werd wol gewassen en gespoeld door de volders. In 1566 werd het deel ten oosten van de Peperstraat, direct ten noorden van het Gerritsland en ten zuiden van waar nu het Jeudje ligt gedempt. In 1857 werd op deze grond de gasfabriek gebouwd.
De huidige Vollerswaal werd in 1508 noordoostelijk van de oude gracht gegraven. De gracht heeft tot 1577 de functie van verdedigingsgracht vervuld, daarna werd deze functie overgenomen door de noordoostelijk gelegen Oosterpoortgracht (vernoemd naar de Oosterpoort), deel van de Draafsingel. De Vollerswaal is mogelijk nooit door de volders gebruikt, omdat de lakenindustrie voor Hoorn al bijna afgelopen was. De gracht werd wel als haven gebruikt. Rond 1649 werd de haven volgens Velius Vulleswael of Slapershaven genoemd. Aan de kade bevond zich tot 1922 het militaire ziekenhuis. Het pand werd tussen 1922 en 1930 als opvang voor dakloze gezinnen gebruikt. In 1930 werd het gesloopt. De kade droeg tussen 1649 en 1936 de naam (Op de) Modderbakken. De naam is in 1936 per raadsbesluit gewijzigd in Vollerswaal.
Straten: ABC
· Achter de Vest
· Achter op 't Zand
· Achterom
· Achterstraat
· Appelhaven
· Baanstraat
· Bierkade
· Binnenluiendijk
· Breed
· Breestraat
· Buurtje
· Dal
· Draafsingel
· Dubbele Buurt
· G.J. Henninkstraat
· Gasfabriekstraat
· Gedempte Appelhaven
· Gedempte Turfhaven
· Gerritsland
· Gouw
· Grashaven
· Gravenstraat
· Grote Noord
· Grote Oost
· Hoge Vest
· Jeudje
· Italiaanse Zeedijk
· Keern (gedeeltelijk)
· Kerkstraat
· Kleine Noord
· Kleine Oost
· Koepoortsweg (gedeeltelijk)
· Korenmarkt
· Korte Achterstraat
· Kruisstraat
· Kuil
· Lange Kerkstraat
· Lindestraat
· Munnickenveld
· Muntstraat
· Nieuwe Noord
· Nieuwendam
· Nieuwland
· Nieuwstraat
· Noorderstraat
· Onder de Boompjes
· Oude Doelenkade
· Pakhuisstraat
· Peperstraat
· Ramen
· Scharloo
· Schuijteskade
· Slapershaven
· Spoorstraat
· Trommelstraat
· Turfhaven
· Veemarkt
· Veermanskade
· Venidse
· Vijzelstraat
· Vismarkt
· Visserseiland
· Vollerswaal
· West
· Westerdijk
· Wisselstraat
· Zon

Pleinen: De Driestal
· Kazerneplein
· Kerkplein
· Koepoortsplein
· Noorderveemarkt
· Roode Steen
· Vale Hen

Stegen: 't Glop
· Appelsteeg
· Arminiaanse Glop
· Bagijnensteeg
· Bottelsteeg
· Bottersteeg
· Broeksteeg
· Brouwerijsteeg
· Clara's Klooster
· De Zak
· Duinsteeg
· Foreestensteeg
· Geldersesteeg
· Gortsteeg
· Hanekamsteeg
· Hemelsteeg
· Hoogesteeg
· Jan Haringsteeg
· Jan van Necksteeg
· Jeroenensteeg
· Kleine Havensteeg
· Kloppoort
· Knipboogsteeg
· Mallegomsteeg
· Melknapsteeg
· Molsteeg
· Mosterdsteeg
· Nieuwsteeg
· Oosterkerksteeg
· Paardensteeg
· Paradijssteeg
· Pieterseliesteeg
· Pompsteeg
· Proostensteeg
· Schellinkhoutersteeg
· Schoolsteeg
· Schotland
· Sliep Schaar en Messteeg
· Slijksteeg
· Smelterssteeg
· Tempelsteeg
· Turfsteeg
· Watertje
· Wester St. Jansteeg
· Wijdebrugsteeg
· Wijdesteeg
· Zevenhoeksesteeg
· Zoutkeetsteeg